# 公民拘捕權
公民拘捕權，是指香港法律賦予市民可以在無法庭命令情況下，逮捕懷疑犯下指定罪行的人。包括謀殺、傷人、襲擊、縱火、盜竊等等。市民在使用此權力時，不能單單主觀認為對方是犯法便制服對方，而是要確保對方所犯的法是可逮捕的罪行，而且刑罰是可判超過12個月監禁。
這個權力在香港俗稱「101拘捕令」，法例同時授權市民在制服犯人時可使用合乎時宜的武力，目的是為限制犯人的人身自由，令他不得逃走，  但不包括故意傷害疑犯的暴力。如果市民在行使公民逮捕權期間誤傷疑犯或誤用權力，則有機會構成襲擊或非法禁錮等罪行。
在本港，如果市民合適地使用「101拘捕令」成功拘捕罪犯，有可能獲得香港警務處頒好市民獎加以表揚。然而，曾經有疑犯被市民制服後死亡，導致相關市民惹上官非。另外，由於部分市民對「101拘捕令」的條文並不理解，引起非法禁錮的爭議。

## 法例
根據香港法例《刑事訴訟程序條例》第101條，任何人可無需手令而逮捕任何他合理地懷疑犯了可逮捕的罪行的人。條文中所指的「可逮捕的罪行」是指可判處超過12個月監禁的罪行，以及由法律規限固定刑罰的罪行，即謀殺和意圖謀殺。如任何人企圖干犯可判處超過12個月監禁的罪行，亦同屬於「可逮捕的罪行」。

## 好市民獎
好市民獎勵計劃在1973年推出，向積極協助警方防止或偵查罪案、逮捕罪犯的市民頒發獎金，以示嘉許。計劃旨在鼓勵市民舉報罪行，在適當時挺身作證及伸出援手。
2017年10月，13歲男學生夏利（Khan M Hanif）目睹一名男子在地上取去事主的腰包並逃走，夏利即尾追該男子近三分鐘，之後幸獲另外兩名途人協力制服該賊人，最終幫事主取回逾千元財物。當時該名男學生及兩名途人正正是行使了公民逮捕權，涉案男賊人其後亦被判盜竊罪成。

## 案件

### 大圍車房命案
2018年11月，42歲男子何善恆與兩名同黨於大圍成興街打破一輛停泊於車房內的GTR跑車車窗，兩名同黨逃去，何善恆被三名車房東主及職員制服在地上，當時何善恆曾多次高呼「透唔到氣」，至警察到場後何善恆已陷昏迷，送院後死亡。三名車房人員被控誤殺，但驗屍報告證實死者在案發前曾吸食毒品，死因不似是被按地導致窒息死亡，反而較大機會是受毒品影響致心臟無法負荷致死。雖然三名被告最終在2019年3月獲撤控及當庭釋放，但事件亦令他們因官非而失去數個月的自由。

### 記者付國豪遭示威者非法禁錮及圍毆
2019年8月，內地《環球時報》記者付國豪在香港機場被示威者質疑冒充記者進行拍攝，遭示威者非法禁錮，手腳被索帶捆綁至行李車上，更被毆打長達數小時。其間示威者脫下付國豪的褲子露出其臂部，他身上物品亦被全數搜出擺放在地上。示威者更先後多次阻止救護員與消防員進入場內救出受傷的付國豪。
當天在現場的立法會議員張超雄表示，若現場人士看到付國豪作出違法行為，是可以行使公民逮捕權將他拘捕，並在拘捕後需交予警方或機管局處理。但他承認自己「遲了到埗」，未有看到該名男子作出違法行為。  此事件引起社會對公民逮捕權和非法禁錮的討論及反思。

### 大埔婦人疑偷竊被截停
2021年10月，一名婦人在大埔墟一間超級市場裡懷疑偷竊了一袋食品，在離開超市門口時被職員截停，婦人隨即逃走，但被另一名男途人截停。職員上前將其制服，引來十多名路人圍觀，其中有一名年輕男子質疑超市職員涉嫌「非法禁錮」，又聲言「偷嘢啫！你咁樣扯住人唔啱！」另一名男途人則反駁指捉拿懷疑小偷「天公地道」。片段在網上廣泛流傳，引來社會熱議討論公民逮捕權和非法禁錮的分別。
大律師陸偉雄指出，要實行有關公民逮捕權的前提，必須合理地懷疑對方干犯罪行。在上述事件中不論職員或熱心路人均有合理辯解相信疑犯偷竊，在對方逃跑時作出合理的攔截，不屬非法禁錮。